# Pseudofrondicularia
Pseudofrondicularia es un género de foraminífero bentónico de la Subfamilia Ichthyolariinae, de la familia Ichthyolariidae, de la superfamilia Robuloidoidea, del suborden Lagenina y del orden Lagenida. Su especie tipo es Frondicularia carinata. Su rango cronoestratigráfico abarca el Liásico medio (Jurásico inferior).

## Clasificación
Pseudofrondicularia incluye a las siguientes especies:
- Protonodosaria carinata †
- Protonodosaria triassica †